# Anthony Kenny
Anthony John Patrick Kenny (Liverpool, 16 marzo 1931) è un filosofo, teologo e educatore britannico.
Nominato baronetto dalla Regina Elisabetta II, Anthony Kenny è Fellow of the British Academy, con interessi specialistici in filosofia della mente, filosofia antica e scolastica, filosofia di Ludwig Wittgenstein e filosofia della religione. Ha dato un contributo significativo al tomismo analitico, un movimento il cui scopo è di presentare il pensiero di San Tommaso d'Aquino secondo lo stile della filosofia moderna, eliminando gli orpelli e oscurità del tomismo tradizionale. È uno degli esecutori del lascito letterario di Wittgenstein. È stato presidente della British Academy e del Royal Institute of Philosophy.

## Formazione e carriera
Ordinato sacerdote cattolico presso il Venerabile Collegio Inglese a Roma nel 1955, ha ottenuto la laurea con Licenza di Sacra Teologia e ha lavorato come parroco a Liverpool dal 1959 al 1963. Dopo aver ricevuto il suo Dottorato di Ricerca (D.Phil.) dalla University of Oxford (St Benet's Hall) nel 1961, ha anche lavorato come assistente presso la Università di Liverpool (1961-1963). In seguito, mettendo in dubbio la validità della dottrina cattolica, è diventato un agnostico ed è tornato allo stato laicale nel 1963, sposandosi con Nancy Gayley nel 1965.

### Carriera accademica
Durante il 1963-64, Kenny è stato Docente di Filosofia presso lo Exeter College e il Trinity College (Oxford) dal 1965 al 1978. Dal 1964 fino al 1978, è stato membro del Balliol College e Senior Tutor durante i periodi 1971-72 e 1976-78. È stato inoltre Preside del Balliol dal 1978 al 1989 e successivamente un Fellow Onorario. Durante il periodo 1989-1999, è stato sia Rettore della Rhodes House (direttore del programma della Rhodes Scholarship) e Professorial Fellow del St John's College (Oxford) è successivamente, Fellow Emerito. È stato Vice Rettore del University of Oxford nel periodo 1984-2001. È andato in pensione nel 2001.
All'interno delle università, Kenny è stato professore in religione naturale e comparata (1969-1972), docente Speaker in Studi biblici (1980-83), membro del Consiglio ebdomadario (1981-1993), Vicepresidente del Consiglio Biblioteche (1985-88), curatore della Bodleian Library (1985-88), e delegato e membro della Commissione per le Finanze della Oxford University Press (1986-1993). Dal 1972 al 1973 è stato direttore de The Oxford Magazine. Ha conseguito un Dottorato di Ricerca in Lettere (D.Litt.) nel 1980 e la laurea honoris causa di Dottore in Diritto Civile nel 1987.
Sir Anthony Kenny è stato membro del Consiglio della British Library nel periodo 1991-96 e suo presidente nel 1993-96; presidente della Società per la Protezione della Scienza e dell'Istruzione (1989-93), del British National Corpus Advisory Board (1990-1995), della British Irish Association (1990-94), e del Consiglio del Warburg Institute (1996-2000). È stato eletto Fellow della British Academy nel 1974 e ha servito come membro del Consiglio dell'Accademia (1985-88), anche in qualità di Vice Presidente (1986-88) e Presidente (1989-93).
Ha inoltre tenuto posizioni di docente presso varie altre università, tra le quali la Università di Edimburgo (1972-73), Università di Glasgow (1988), la Università di Cambridge (1980-83), e la Columbia University. È stato Visiting Professor presso la University of Chicago, University of Washington, University of Michigan, University of Minnesota, Cornell University, Stanford University e Rockefeller University.
È membro della American Philosophical Society dal 1993, e dell'Accademia Norvegese di Scienze e Lettere dal 1993; membro onorario dello Harris Manchester College dal 1996, e della School of Advanced Study (University of London) dal 2002 (Senior Distinguished Fellow 2002-3). Ha ricevuto lauree honoris causa di D.Litt dalla University of Bristol (1982), Università di Liverpool (1988), Università degli Studi di Glasgow (1990), Trinity College, Dublin (1992), Università di Hull (1993), Università di Sheffield (1995), e Università di Warwick (1995), di Dottore Ricercatore in Lettere Umanistiche dalla Denison University, Ohio (1986) e dal Lafayette College, Pennsylvania (1990); di dottore in diritto civile dalla Queen's University di Belfast (1994).

## Premi e riconoscimenti
Kenny è stato nominato Knight Bachelor dalla Regina Elisabetta II del Regno Unito nel 1992 ed è un Bencher onorario di Lincoln's Inn dal 1999. 
Nell'ottobre del 2006, ha ricevuto la Medaglia Aquino della American Catholic Philosophical Association per i suoi importanti contributi alla filosofia.

## Filosofia
Anche se profondamente interessato alla tradizionale dottrina cattolica e pur continuando ad andare a messa, Kenny ora definisce esplicitamente la sua posizione come quella di un agnostico, spiegando nel suo libro del 2006, What I believe (Cap. 3), perché non è un teista e perché non è un ateo, cominciando così: "Molte e diverse definizioni possono essere offerte della parola 'Dio'. Tenendo conto di ciò, l'ateismo afferma una posizione molto più forte del teismo. L'ateo dice che, qualsiasi definizione uno scelga, dire 'Dio esiste' è sempre falso. Il teista invece afferma solo che c'è una qualche definizione che rende 'Dio esiste' vero. A mio avviso, nessuna delle due affermazioni è stata stabilita in maniera convincente". Prosegue scrivendo che "la posizione di default non è né il teismo né l'ateismo, bensì l'agnosticismo... una pretesa di conoscenza deve essere motivata; l'ignoranza invece basta confessarla." Kenny difende la razionalità di un agnostico che prega un Dio della cui esistenza egli dubita, affermando che "Non è certamente più irragionevole dell'atto di un uomo alla deriva nell'oceano, o intrappolato in una caverna, o sperduto su una montagna, che grida aiuto anche se nessuno potrà mai ascoltarlo o spara un segnale che nessuno potrà mai vedere".
Kenny ha scritto molto su Tommaso d'Aquino e sul tomismo moderno. In The Five Ways, Kenny affronta le cinque prove di San Tommaso sull'esistenza di Dio. Kenny sostiene che nessuna delle prove che Tommaso enuncia è del tutto valida, e si propone quindi di evidenziarne i difetti. I suoi argomenti spaziano dal problema del moto aristotelico in un contesto scientifico moderno alla capacità degli esseri contingenti di causare eternalità negli altri esseri contingenti. Le sue obiezioni si concentrano tutte su un'interpretazione moderna di San Tommaso. Alcuni hanno mosso obiezioni alla lettura di Tommaso fatta da Kenny, soprattutto accusandolo del fatto che non riesca a penetrare a fondo gli argomenti di Tommaso concernenti le nozioni di essenza e di essere: quindi le conclusioni che ne trae non sono del tutto accurate rispetto al significato dato loro da Tommaso.
Kenny descrive sinceramente il difficile problema che sia l'ateo sia l'agnostico hanno confrontandosi con il problema dell'inizio dell'universo, e dice: "secondo la teoria del Big Bang, l'intera materia dell'universo ha iniziato in un momento particolare del remoto passato. Un sostenitore di tale teoria, almeno se si tratta di un ateo, deve credere che tale materia dell'universo sia venuta dal nulla per mezzo del nulla."
In Aquinas (1980) critica la concezione tomistica di Dio come Ipsum esse subsistens, che Tommaso interpretava in senso aristotelico come la somma e il plesso di tutte le perfezioni esistenti. Kenny afferma che la tesi che Dio è "l'essere per sé sussistente" è "mero sofisma e illusione" poiché quello non è il puro essere. Stephen L. Brok della Pontificia Università della Santa Croce ha risposto che l'espressione non era stata tradotta correttamente dalla lingua latina dove non sono presenti l'articolo determinativo o indeterminativo: Esse ipsum subsistens non indica "l'essere stesso" inteso come puro essere comune, bensì "un essere stesso", un essere che è in atto la propria essenza divina, che secondo Tommaso non è conoscibile eccetto il fatto che essa è il plesso di tutte le perfezioni.
In What is Faith?, Kenny affronta "la domanda se la fede in Dio, e la fede in un mondo divino, sia uno stato ragionevole o razionale della mente." Egli critica l'idea, "comune ai teisti come Tommaso d'Aquino e Cartesio e ad un ateo come Bertrand Russell," che "la credenza razionale [è] o auto-evidente o basata direttamente o indirettamente su ciò che è evidente", che egli chiama "fondazionalismo" seguendo Alvin Plantinga, e sostiene che tale fondazionalismo è un'idea auto-confutantesi.
Riguardo a Wittgenstein, il suo più grande contributo e maggiore successo accademico è stato il conteggio delle domande e delle risposte all'interno delle Ricerche filosofiche. Egli ha contato ben 784 domande, corrisposte da solo 110 risposte, di cui ben 70 appositamente sbagliate.